# Copa Norte 2022
La Copa Norte 2022 fue la segunda edición de este torneo, disputado entre el campeón de la Copa Jujuy y el campeón de la Copa Salta. Se realizó en el mes de agosto de 2022, más precisamente en los días 16 y 23, coincidiendo en este último caso con el 210° aniversario del Éxodo Jujeño.

## Sistema de disputa
Se corresponde con una serie final, disputada a doble partido, entre el ganador de Copa Jujuy 2022, y el ganador de Copa Salta 2022.
En caso de empate, se juegan 30 minutos de alargue y, si persiste la paridad, se disputa una tanda de penales para definir al campeón.

## Equipos participantes
| Bandera de la Provincia de Jujuy            | Bandera de la Provincia de Salta              |
| ------------------------------------------- | --------------------------------------------- |
| A confirmar: Asociación Atlética La Mona 44 | A confirmar: Club Deportivo Villa San Antonio |
| Campeón de la Copa Jujuy 2021               | Campeón de la Copa Salta 2021                 |
|                                             |                                               |

## Partidos

### Ida
| 1  | Guardameta     | Iván Belendir          |     |
| 4  | Defensa        | A. Gordillo            |     |
| 2  | Defensa        | Juan Pablo Mamani      |     |
| 6  | Defensa        | E. Alvarado            |     |
| 3  | Defensa        | J. Sulca               |     |
| 11 | Centrocampista | D. Galván              |     |
| 5  | Centrocampista | Cristian Gutiérrez     |     |
| 7  | Centrocampista | F. Sánchez             | 55' |
| 10 | Centrocampista | Leonardo Silveira      | 71' |
| 11 | Delantero      | F. Aguierre            |     |
| 9  | Delantero      | Fabricio Rojas         | 71' |
| DT | DT             | Moncholi / Papadopolus |     |

| 1  | Guardameta     | L. Paz           |     |
| 4  | Defensa        | D. Mora          |     |
| 2  | Defensa        | C. Pereyra       | 93' |
| 6  | Defensa        | L. Méndez        |     |
| 3  | Defensa        | C. Castillo      |     |
| 8  | Centrocampista | F. Borda Bossana | 55' |
| 5  | Centrocampista | E. Gallardo      |     |
| 7  | Centrocampista | J. Pascutinni    |     |
| 10 | Centrocampista | J. Saavedra      |     |
| 11 | Delantero      | E. Justiniano    | 55' |
| 9  | Delantero      | F. Mealla        |     |
| DT | DT             | J. Juárez        |     |

|  | Centrocampista | Cáceres 93'    | 55' |
|  | Delantero      | Hoyos          | 71' |
|  | Centrocampista | Gabriel Yapura | 71' |

|  | Centrocampista | D. Pascutinni | 55 ' |
|  | Delantero      | Banegas       | 79 ' |

| Anotado | Rojas | 62 |  |

| Árbitro | Matías Sepúlveda |

| 1  | Guardameta     | Iván Belendir          |     |
| 4  | Defensa        | A. Gordillo            |     |
| 2  | Defensa        | Juan Pablo Mamani      |     |
| 6  | Defensa        | E. Alvarado            |     |
| 3  | Defensa        | J. Sulca               |     |
| 11 | Centrocampista | D. Galván              |     |
| 5  | Centrocampista | Cristian Gutiérrez     |     |
| 7  | Centrocampista | F. Sánchez             | 55' |
| 10 | Centrocampista | Leonardo Silveira      | 71' |
| 11 | Delantero      | F. Aguierre            |     |
| 9  | Delantero      | Fabricio Rojas         | 71' |
| DT | DT             | Moncholi / Papadopolus |     |

| 1  | Guardameta     | L. Paz           |     |
| 4  | Defensa        | D. Mora          |     |
| 2  | Defensa        | C. Pereyra       | 93' |
| 6  | Defensa        | L. Méndez        |     |
| 3  | Defensa        | C. Castillo      |     |
| 8  | Centrocampista | F. Borda Bossana | 55' |
| 5  | Centrocampista | E. Gallardo      |     |
| 7  | Centrocampista | J. Pascutinni    |     |
| 10 | Centrocampista | J. Saavedra      |     |
| 11 | Delantero      | E. Justiniano    | 55' |
| 9  | Delantero      | F. Mealla        |     |
| DT | DT             | J. Juárez        |     |

|  | Centrocampista | Cáceres 93'    | 55' |
|  | Delantero      | Hoyos          | 71' |
|  | Centrocampista | Gabriel Yapura | 71' |

|  | Centrocampista | D. Pascutinni | 55 ' |
|  | Delantero      | Banegas       | 79 ' |

| Anotado | Rojas | 62 |  |

| Árbitro | Matías Sepúlveda |

### Vuelta
| 1  | Guardameta     | Bandera de ? |  |
| 4  | Defensa        | Bandera de ? |  |
| 2  | Defensa        | Bandera de ? |  |
| 6  | Defensa        | Bandera de ? |  |
| 3  | Defensa        | Bandera de ? |  |
| 11 | Centrocampista | Bandera de ? |  |
| 5  | Centrocampista | Bandera de ? |  |
| 10 | Centrocampista | Bandera de ? |  |
| 8  | Centrocampista | Bandera de ? |  |
| 7  | Delantero      | Bandera de ? |  |
| 9  | Delantero      | Bandera de ? |  |
| DT | DT             | Bandera de ? |  |

| 1  | Guardameta     | Bandera de ? |     |
| 4  | Defensa        | Bandera de ? |     |
| 2  | Defensa        | Bandera de ? |     |
| 6  | Defensa        | Bandera de ? |     |
| 3  | Defensa        | Bandera de ? |     |
| 11 | Centrocampista | Bandera de ? |     |
| 5  | Centrocampista | Bandera de ? |     |
| 10 | Centrocampista | Bandera de ? |     |
| 8  | Centrocampista | Bandera de ? |     |
| 7  | Delantero      | Bandera de ? | 45' |
| 9  | Delantero      | Bandera de ? |     |
| DT | DT             | Bandera de ? |     |

|  | Delantero | Bandera de ? | Entró |

| Anotado | Gabriel Yapura |  |  |
| Anotado | Gabriel Yapura |  |  |

| Árbitro | Bandera de ? |

| 1  | Guardameta     | Bandera de ? |  |
| 4  | Defensa        | Bandera de ? |  |
| 2  | Defensa        | Bandera de ? |  |
| 6  | Defensa        | Bandera de ? |  |
| 3  | Defensa        | Bandera de ? |  |
| 11 | Centrocampista | Bandera de ? |  |
| 5  | Centrocampista | Bandera de ? |  |
| 10 | Centrocampista | Bandera de ? |  |
| 8  | Centrocampista | Bandera de ? |  |
| 7  | Delantero      | Bandera de ? |  |
| 9  | Delantero      | Bandera de ? |  |
| DT | DT             | Bandera de ? |  |

| 1  | Guardameta     | Bandera de ? |     |
| 4  | Defensa        | Bandera de ? |     |
| 2  | Defensa        | Bandera de ? |     |
| 6  | Defensa        | Bandera de ? |     |
| 3  | Defensa        | Bandera de ? |     |
| 11 | Centrocampista | Bandera de ? |     |
| 5  | Centrocampista | Bandera de ? |     |
| 10 | Centrocampista | Bandera de ? |     |
| 8  | Centrocampista | Bandera de ? |     |
| 7  | Delantero      | Bandera de ? | 45' |
| 9  | Delantero      | Bandera de ? |     |
| DT | DT             | Bandera de ? |     |

|  | Delantero | Bandera de ? | Entró |

| Anotado | Gabriel Yapura |  |  |
| Anotado | Gabriel Yapura |  |  |

| Árbitro | Bandera de ? |

| Campeón Villa San Antonio |

| Predecesor: 2019 | II Copa Norte Campeón: | Sucesor: 2023 |